# Protogoniopsis arida
Protogoniopsis arida är en tvåvingeart som beskrevs av Townsend 1915. Protogoniopsis arida ingår i släktet Protogoniopsis och familjen parasitflugor.
Artens utbredningsområde är Peru. Inga underarter finns listade i Catalogue of Life.